# Sluagh
 (février 2013).
Si vous disposez d'ouvrages ou d'articles de référence ou si vous connaissez des sites web de qualité traitant du thème abordé ici, merci de compléter l'article en donnant les références utiles à sa vérifiabilité et en les liant à la section « Notes et références ».
Dans le folklore irlandais et le folklore écossais, les Sluagh (prononcé « slou-ah » en irlandais) étaient les esprits des morts sans repos. 

## Description
Leur histoire était racontée de famille en famille. Parfois, ils étaient vus comme des pécheurs, ou généralement des entités maléfiques qui n’étaient bienvenues ni au paradis ni en enfer, ni même dans les autres mondes, qui avaient été rejetées par les dieux celtiques et par la Terre elle-même. Selon certaines versions, ils sont des anges déchus ou les esprits d'enfants non-baptisés, revenus sur terre pour se venger. 
Quelle que soit la croyance sous-jacente, ils étaient presque toujours décrits comme des fauteurs de troubles et des destructeurs. Ils étaient vus volant en groupe comme des nuées d'oiseaux ou des nuages, venant de l'ouest. Ils étaient connus pour essayer d'entrer dans la maison des personnes mourantes pour emmener leur âme avec eux. Les fenêtres donnant sur l'ouest étaient parfois gardées fermées pour les empêcher d'entrer. Certains considèrent que les Sluagh emportent aussi l'âme des innocents qu'ils ont enlevés.

### Apparence physique
Au début, le Sluagh pouvait prendre n'importe quelle forme. Il a pris une apparence humaine dans un deuxième temps. Le Sluagh était décrit comme une ombre volante et tourbillonnante avec de longs doigts maigres et palmés et des jambes déformées qui se terminaient par de longues griffes. Les troupeaux de Sluagh produisaient de l'ombre et un bruit de battements d'ailes et dégageait une odeur de viande pourrie.

## Dans la légende écossaise
« Dans les îles Occidentales de l'Écosse, le Sluagh, ou hôte féerique, était vu comme un être fait des âmes des morts volant dans les airs, et le festin des morts à l'Halloween comme le festival des fées. »

## Dans la légende irlandaise
Le Sluagh s'en prenait aux mourants alors qu'ils étaient encore dans leur lit et faibles. Les vivants priaient pour que le mourant trépasse rapidement pour éviter que le Sluagh ne vienne s'emparer de son âme, ce qui le placerait dans un enfer perpétuel.

## Exclamation gaélique
En gaélique, l'exclamation « O shluagh ! » est un appel au secours contre les démons. Dans le folklore gaélique cependant, les Sluagh viennent de l'Est, souvent sous forme d'oiseaux gris, et peuvent transporter le corps d'une personne d'île en île.

## Contexte historique
Les Sluagh ont pour origine la peur des ombres et viennent d'une forêt située en Europe de l'Ouest. On supposait que les hommes vivaient au milieu des sorcières, des démons, des druides et des fées. La mort était envisagée comme une vie différente. Les Sluagh sont parfois décrits comme les âmes des morts qui ont le plus pêché de leur vivant et qui auraient été rejetées par la terre, condamnées à voler éternellement et ne pouvant pas se poser sur la terre. Les Sluagh continuaient à mal se comporter en volant par aspiration les âmes des mourants qui n'avaient plus la force de résister, en entrant dans la maison par l'ouest. Ces agissements s'effectuaient la nuit et les âmes emportées hurlaient de terreur. Quand le corps d'un mort était trouvé dans un bois, un champ ou une rivière, on considérait que le Sluagh s'était emparé de son âme.

## Autre caractéristique du Sluagh
Au Moyen Âge, il était dit que le Sluagh était pâle et se nourrissait de nourriture avariée que les humains ne pouvaient pas manger. Ils n'avaient pas de dents. Il était supposé que certains vivaient dans des grottes ou des égouts.

## Histoire des Sluagh de nos jours
Les histoires qui les évoquent sont à présent considérées comme de simples contes ou des histoires de grand-mère, au même titre que le marchand de sable ou le croquemitaine pour les enfants qui ne veulent pas dormir. Toutefois, certaines personnes pensent encore que des cris nocturnes lointains pourraient provenir des Sluagh. De même, quand on se réveille épuisé, cela pousserait à croire que le Sluagh est venu pour soi pendant la nuit et qu'il aurait finalement emporté une autre âme plus faible.

## Dans la culture populaire

### Jeu vidéo
- Changelin : Le Songe, un jeu de rôle par White Wolf Publishing dans lequel les joueurs peuvent incarner des Sluagh.
- Le Sluagh est présent notamment dans Soul Reaver, Soul Reaver 2 et Defiance. C'est un charognard qui se nourrit des âmes et peut être cannibale. Il ne trouve jamais le repos[7].

### Série télévisée
- Dans la série télévisée américaine Teen Wolf, le Sluagh est évoqué dans l'épisode 5 de la saison 5, alors que Stiles et Lydia discutent avec le Docteur Valack à Eichen House.

### Art
- Le Sluagh est également source d'inspiration pour l'art[8].

### Bande-dessinée
- Dans l'épisode 60 du Webtoon Gradalis, un Sluagh fait son apparition[9].